# ديمون فينتر
ديمون فينتر (بالإنجليزية: Damon Winter)‏ هو مصور أخبار وصحفي ومصور أمريكي، ولد في 24 ديسمبر 1974 في إلميرا في الولايات المتحدة.

## وصلات خارجية
- الموقع الرسمي